# Бюльбюль чорноголовий
Бюльбю́ль чорноголовий (Brachypodius melanocephalos) — вид горобцеподібних птахів родини бюльбюлевих (Pycnonotidae). Мешкає в Південно-Східній Азії.

## Опис

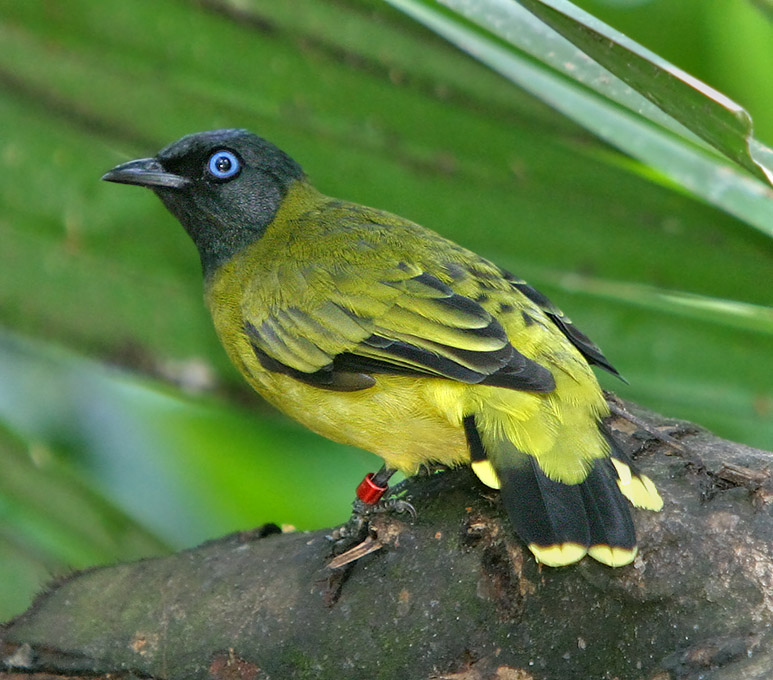
Чорноголовий бюльбюль

Довжина птаха становить 16-18 см. Забарвлення переважно оливково-жовте. Голова чорна, блискуча. Махові пера чорні, стернові пера чорні з жовтими кінчиками. Існує також сіра морфа, її представники мають переважно сіре забарвлення (за винятком чорної голови). Очі сині.

## Підвиди
Виділяють чотири підвиди:
- B. m. melanocephalos (Gmelin, JF, 1788) — від Північно-Східної Індії і Бангладеш до Великих Зондських островів та островів Сулу;
- B. m. hyperemnus (Oberholser, 1912) — острів Сімьолуе;
- B. m. baweanus Finsch, 1901 — острів Бавеан;
- B. m. hodiernus (Bangs & Peters, JL, 1927) — острови Дераван[en].

Андаманський бюльбюль (Brachypodius fuscoflavescens) раніше вважався підвидом чорноголового бюльбюля.

## Поширення і екологія
Чорноголові бюльбюлі мешкають в Індії, М'янмі, Бангладеш, Китаї, Таїланді, В'єтнамі, Лаосі, Камбоджі, Малайзії, Індонезії, Брунеї, Сінгапурі та на Філіппінах. Вони живуть у вологих тропічних лісах, заболочених і мангрових лісах, чагарникових заростях, на луках і плантаціях і в садах. Зустрічаються зграйками по 6-8 птахів. Живляться плодами, ягодами і комахами.